# Джилл Джонсон
Джилл Анна Марія Джонсон (англ. Jill Anna Maria Johnson; нар. 24 травня 1973, Енгельгольм, Швеція) — шведська поп/кантрі-співачка, автор пісень та авторка-виконавиця. У 1996 випустила дебютний студійний альбом «Sugartree». У 1998 представляла Швецію на пісенному конкурсу Євробачення із піснею «Kärleken är».

## Життєпис
Джилл Анна Марія Джонсон народилася 24 травня 1973 у невеликому шведському містечку Енгельгольм.

## Дискографія
Студійні альбоми
- Sugartree (1996)
- När hela världen ser på (1998)
- Daughter of Eve (2000)
- Good Girl (2002)
- Roots and Wings (2003)
- Being Who You Are (2005)
- The Woman I've Become (2006)
- Music Row (2007)
- Baby Blue Paper (2008)
- Music Row II (2009)
- Flirting with Disaster (2011)
- A Woman Can Change Her Mind (2012)
- Duetterna (2013)
- Songs for Daddy (2014)
- In Tandem  (2015)
- For You I'll Wait (2016)
- Tolkningarna – Så mycket bättre säsong 7 (2016)

Збірники
- Discography, 1996–2003 (2003)
- The Well-Known And Some Other Favourite Stories (2010)